# オク・チャトラン
|   | a  | b  | c  | d  | e  | f  | g  | h  |   |
| 8 | a8 | b8 | c8 | d8 | e8 | f8 | g8 | h8 | 8 |
| 7 | a7 | b7 | c7 | d7 | e7 | f7 | g7 | h7 | 7 |
| 6 | a6 | b6 | c6 | d6 | e6 | f6 | g6 | h6 | 6 |
| 5 | a5 | b5 | c5 | d5 | e5 | f5 | g5 | h5 | 5 |
| 4 | a4 | b4 | c4 | d4 | e4 | f4 | g4 | h4 | 4 |
| 3 | a3 | b3 | c3 | d3 | e3 | f3 | g3 | h3 | 3 |
| 2 | a2 | b2 | c2 | d2 | e2 | f2 | g2 | h2 | 2 |
| 1 | a1 | b1 | c1 | d1 | e1 | f1 | g1 | h1 | 1 |
|   | a  | b  | c  | d  | e  | f  | g  | h  |   |

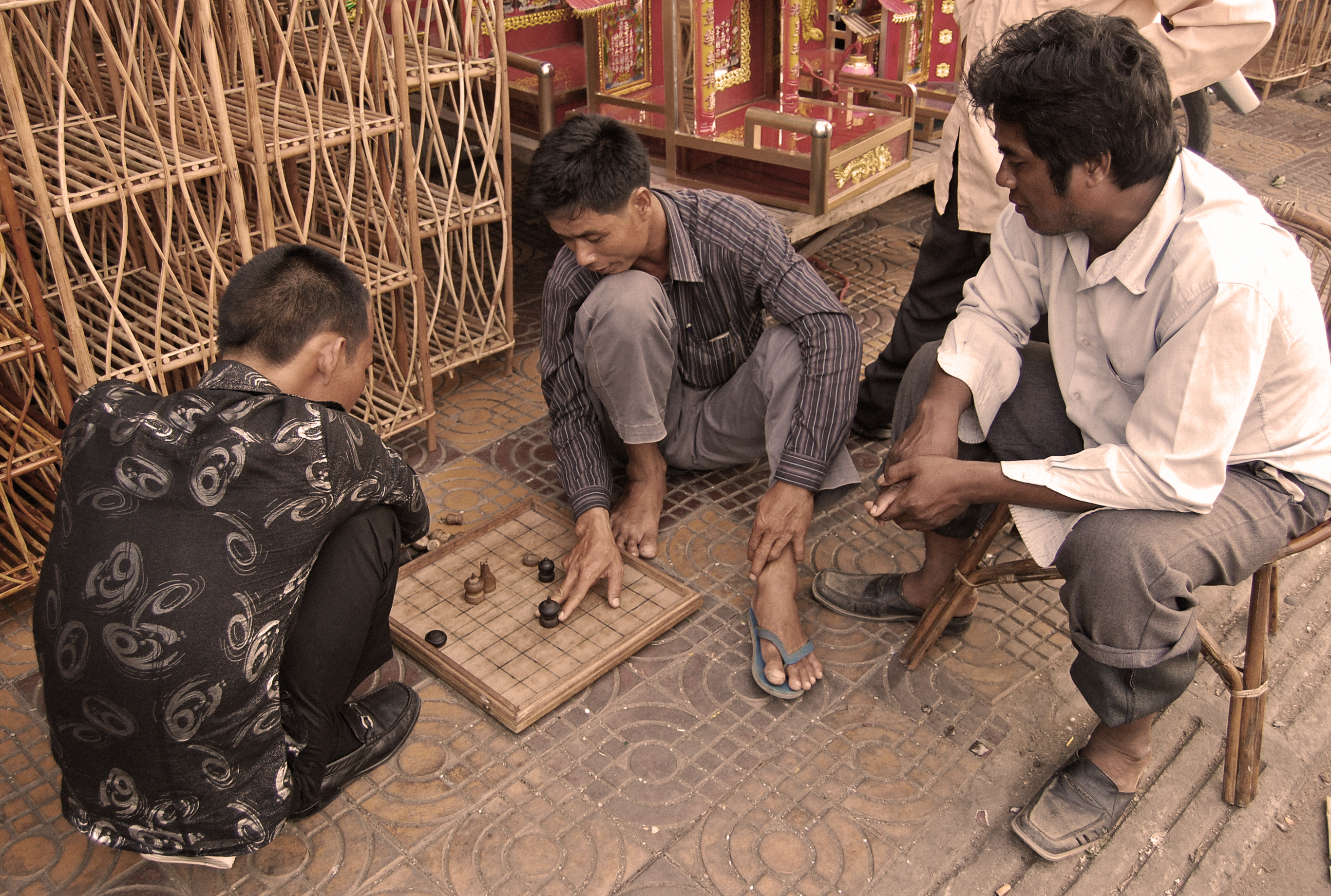
路上でオク・チャトランを指すカンボジア人（2009年）。

オク・チャトラン（クメール語: អុកចត្រង、Ouk Chatrang）は、いわゆるカンボジア将棋の名称である。オク（クメール語: អុក、Ok、Ouk）、オク・クマエ（クメール語: អុកខ្មែរ、Ouk Khmer）、カンボジア将棋とも呼ばれる。
ルールはタイのマークルックとほぼ同じであるが、カンボジア将棋では開始位置から初めて動く際にアン（王）は（王手がかかっていなければ）セス（馬）の動きをでき、ネアン（女王）は2マス前方に動くことができる。

## 駒の名称
それぞれの駒の動きと働きについては、マークルック#駒の動きを参照されたい。
| オク                                   | マークルック | チェス             |
| -------------------------------------- | ------------ | ------------------ |
| アン（Ang）/スダーイッ（Sdaach）（王） | クン（君）   | キング（王）       |
| ネアン（Neang、女王）                  | メット（種） | クイーン（女王）   |
| コウル（Koul、杭）                     | コン（根）   | ビショップ（僧正） |
| セス（Ses、馬）                        | マー（馬）   | ナイト（騎士）     |
| トウク（Touk、船）                     | ルーア（船） | ルーク（戦車）     |
| トレイ（Trey、魚）                     | ビア（貝）   | ポーン（歩兵）     |

## 語源と歴史
「チャトラン」はおそらくサンスクリット語の「catur-aṅga」あるいはペルシア語の「šaṭranj」に由来する。「オク」（Ouk、Ok）は将棋そのものを指し、また王手をかけた時にも発声される。
この遊戯の正確な起源は、その他の将棋類と同様に、よく分かっていない。
オクの歴史的証拠には以下の事柄がある。

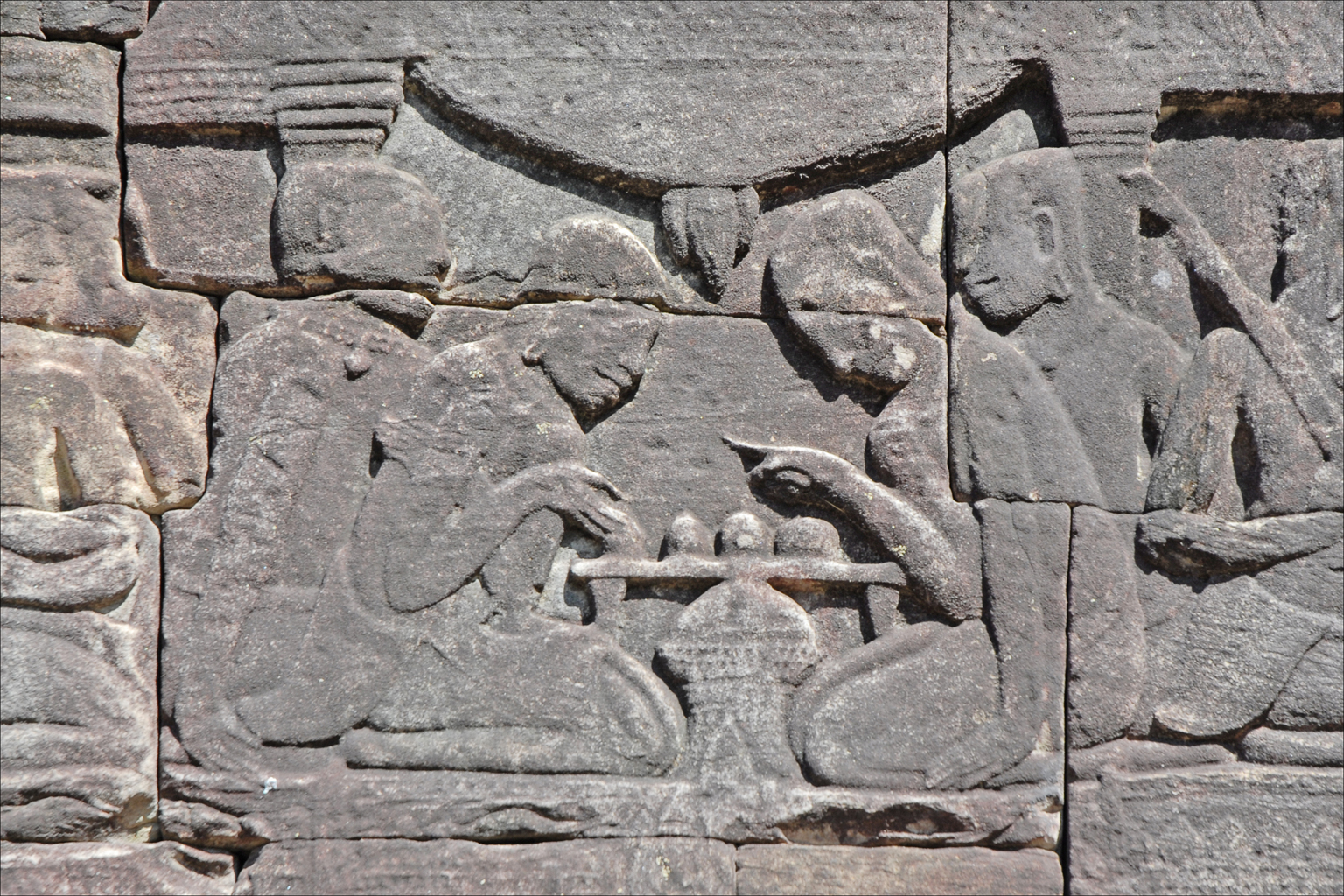
バイヨンのレリーフ

- 12世紀から13世紀のアンコール・ワット、プリヤ・カーン、バイヨンにレリーフが存在する。レリーフでは、2人の人物がいくつかの駒が置かれた机をはさんでいる。この場面は将棋を強く連想させる。しかしながら、盤上には5つまたは7つの駒しかなく、馬の駒もない。これは、単に様式化の結果であるか、ルールが異なっていたことを示しているか、あるいは全く異なる遊戯であるかのいずれかであろう。
- 13世紀に書かれたマルコ・ポーロの『東方見聞録』のいくつかの版では、この地域において黒檀が使われていたことが言及されている[2]。黒檀からは黒色の駒が作られる。
- 東南アジア（より正確にはシャム）における信頼できる最初の将棋類に関する記述は1687年にシモン・ド・ラ・ルベールによってなされた。彼は現地人が中国式の象棋（シャンチー）と「私達の」象棋を指していたと記した[3]。

## ルール
盤は正方形で8かける8マス、市松模様には塗られていない。チェスのポーンにあたるトレイ（魚）が3行目にあり、王と女王の位置は相手と逆になっている（チェスではキング同士、クイーン同士が向い合っている）。
駒は、アン（王、1個）、ネアン（女王、1個）、コウル（杭、2個）、セス（馬、2個）、トウク（船、2個）、トレイ（魚、8個）の計6種、16個。動きはタイ将棋（マークルック）と同じである。トレイ（魚）は前に1マス進むことができるが前の敵駒は取れず、その代わり斜め前の敵駒を取ることができる。簡単に言うと、チェスのポーンと同じ動きである。
王の1歩目は馬のように動くことができるが、相手の駒を取ることはできない。女王の1歩目は2マス前に進んで3行目に移動することができ、相手の駒を取ることができる。この特殊な動きに関するルールは地域毎に差異がある。
相手の王を詰ますと勝ちである。
|   | a  | b  | c  | d  | e  | f  | g  | h  |   |
| 8 | a8 | b8 | c8 | d8 | e8 | f8 | g8 | h8 | 8 |
| 7 | a7 | b7 | c7 | d7 | e7 | f7 | g7 | h7 | 7 |
| 6 | a6 | b6 | c6 | d6 | e6 | f6 | g6 | h6 | 6 |
| 5 | a5 | b5 | c5 | d5 | e5 | f5 | g5 | h5 | 5 |
| 4 | a4 | b4 | c4 | d4 | e4 | f4 | g4 | h4 | 4 |
| 3 | a3 | b3 | c3 | d3 | e3 | f3 | g3 | h3 | 3 |
| 2 | a2 | b2 | c2 | d2 | e2 | f2 | g2 | h2 | 2 |
| 1 | a1 | b1 | c1 | d1 | e1 | f1 | g1 | h1 | 1 |
|   | a  | b  | c  | d  | e  | f  | g  | h  |   |

|   | a  | b  | c  | d  | e  | f  | g  | h  |   |
| 8 | a8 | b8 | c8 | d8 | e8 | f8 | g8 | h8 | 8 |
| 7 | a7 | b7 | c7 | d7 | e7 | f7 | g7 | h7 | 7 |
| 6 | a6 | b6 | c6 | d6 | e6 | f6 | g6 | h6 | 6 |
| 5 | a5 | b5 | c5 | d5 | e5 | f5 | g5 | h5 | 5 |
| 4 | a4 | b4 | c4 | d4 | e4 | f4 | g4 | h4 | 4 |
| 3 | a3 | b3 | c3 | d3 | e3 | f3 | g3 | h3 | 3 |
| 2 | a2 | b2 | c2 | d2 | e2 | f2 | g2 | h2 | 2 |
| 1 | a1 | b1 | c1 | d1 | e1 | f1 | g1 | h1 | 1 |
|   | a  | b  | c  | d  | e  | f  | g  | h  |   |

## 変種

### 古い変種
オク・チャトランやマークルックは日本象棋やチェスと同じように升目の中に駒を置くが、カンボジアには中国象棋（シャンチー）と同じように線の交点に駒を置く種類の象棋類があった証拠が存在する。そのため盤は9×9となる、すなわちトレイ（魚）とネアン（女王）が1つずつ増える。駒の動きは大部分は同じのはずである。このカンボジア将棋は現在は指されていない。

### カ・オク
カ・オク（Ka OkまたはKar Ouk）は先に王手を掛けた方が勝ちとなる。ただし自分の王で王手を掛けることはできない。その他のルールは同じである。

## 大会
初のオク・チャトランの大会は2008年4月3日–4日にカンボジアで開催された。大会ではカンボジアオリンピック委員会とカンボジアチェス協会によって決められた標準化ルールが使用された。